# Az ördög szeme (regény)
Az ördög szeme (The Devil’s Eye) egy 2008-ban megjelent sci-fi regény Jack McDevitt tollából. A regény az Alex Benedict-ciklus negyedik kötete. Magyarul 2011-ben jelent meg F. Nagy Piroska fordításában a Galaktika Fantasztikus Könyvek-sorozatban.

## Magyarul
- Az ördög szeme; ford. F. Nagy Piroska; Metropolis Media, Bp., 2011 (Galaktika fantasztikus könyvek)

## Külső hivatkozások
- A regény a Galaktika webboltjában
- A regény a Moly.hun
- Kritika az ekultúrán